# Смерть Петра III

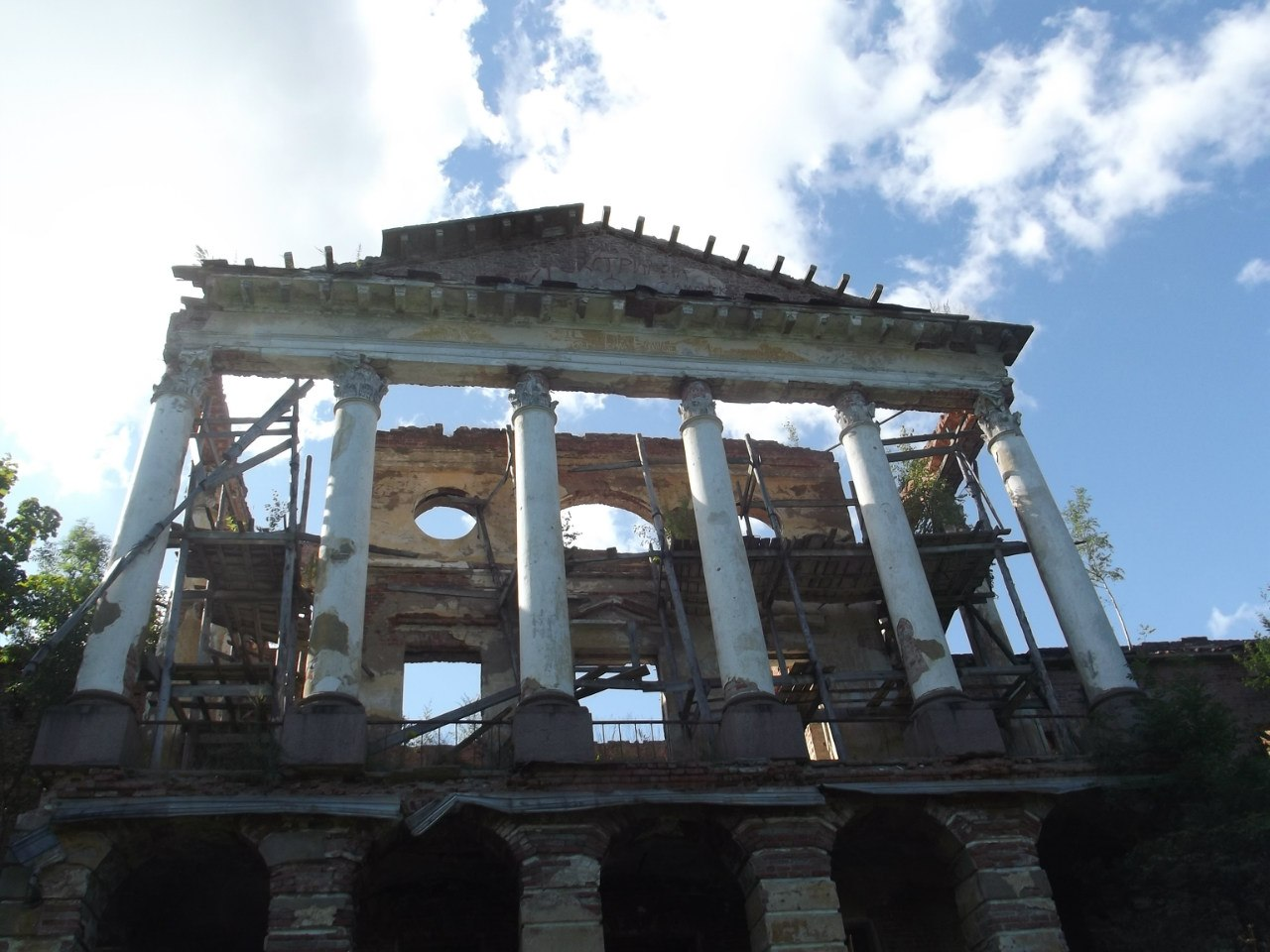
Дворец в Ропше. Снимок начала 1970-х годов

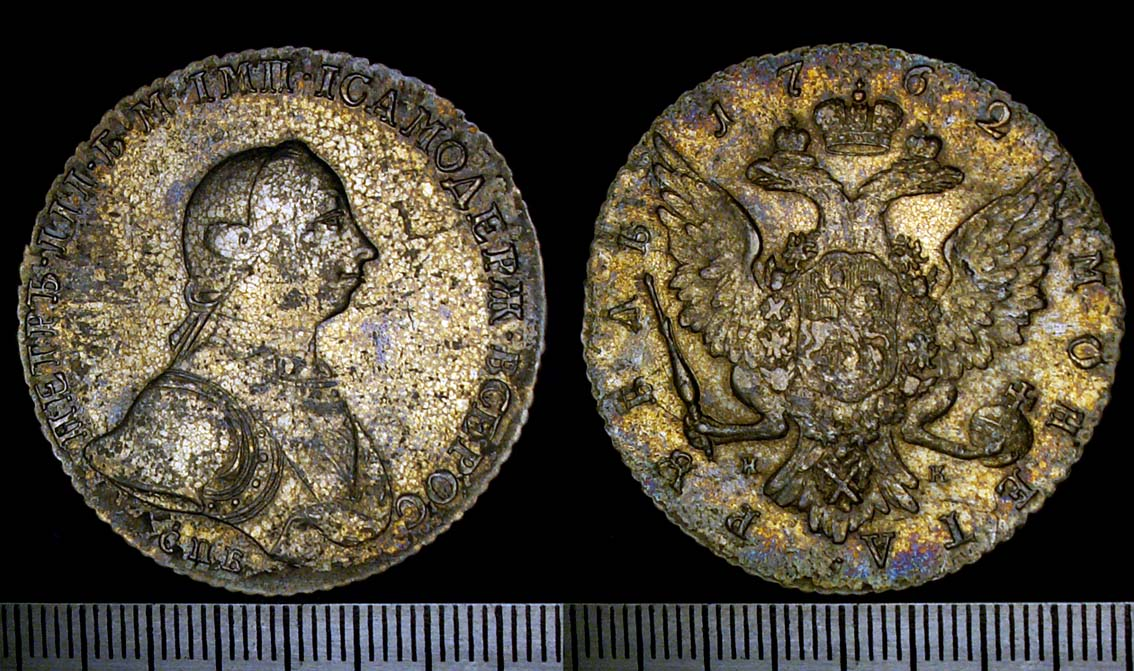
Рубль Петра III серебром. 1762

Смерть свергнутого Петра III наступила 6 (17) июля 1762 года в Ропше под Санкт-Петербургом при неясных обстоятельствах на 9-й день по воцарении Екатерины II. Существует несколько версий его кончины. Официальной версией в Российской империи более ста лет (до конца XIX века) была кончина от болезни по естественным причинам: «от геморроидальных колик».

## Официальная версия
По официальной и маловероятной версии, причиной смерти Петра III был приступ геморроидальных колик, усилившийся от продолжительного употребления алкоголя и сопровождавшийся поносом. При вскрытии, которое проводилось по приказу и под контролем Екатерины, обнаружилось, что у Петра III была выраженная дисфункция сердца, воспаление кишечника, были признаки апоплексии.
Современные медицинские эксперты на основании сохранившихся документов и свидетельств выдвинули предположение, что Пётр III страдал маниакально-депрессивным психозом в слабой стадии с неярко выраженной депрессивной фазой. Учитывая, что этот «диагноз» основывался на мемуарах Екатерины II, и списанных с них исторических книг, принимать его всерьёз вряд ли возможно. Трудно сказать, насколько достоверными являются результаты вскрытия, проведённого по приказу Екатерины и диагностировавшего геморрой как возможную причину смерти, или «маленькое сердце». Единственным дошедшим до нас оригинальным источником информации о состоянии здоровья Петра, так же, как и остальных членов императорской семьи, являются записи придворных медиков Кондоиди и Санчеса, хранящиеся в государственном архиве в Москве. Согласно этим записям, Пётр переболел оспой и плевритом. Никаких иных недомоганий не упоминалось.

## Версии об убийстве

### Орлов
По одной из версий, убийцей называли Алексея Орлова. Известны три письма Алексея к Екатерине из Ропши, из них два первых существуют в подлинниках.
<1.> Урод наш очень занемог и охватила его нечаенная колика, и я опасен, штоб он сегоднишную ночь не умер, а больше опасаюсь, штоб не ожил <…> <2.> Боюсь гнева вашего величества, штоб вы чего на нас неистоваго подумать не изволили и штоб мы не были притчиною смерти злодея вашего <…> он сам теперь так болен, што не думаю, штоб он дожил до вечера и почти совсем уже в беспамятстве, о чём и вся команда здешняя знает и молит бога, штоб он скорей с наших рук убрался.
Из этих двух писем исследователи поняли, что отрёкшийся государь внезапно занемог. Насильно лишать его жизни гвардейцам не потребовалось ввиду скоротечности тяжёлой болезни.
В третьем письме говорится о насильственном характере смерти Петра III:
Матушка, его нет на свете, но никто сего не думал, и как нам задумать поднять руки на Государя. Но, государыня, свершилась беда: мы были пьяны, и он тоже, он заспорил с князь Фёдором [Барятинским] ; не успели мы рознять, а его уже не стало.
Третье письмо является единственным известным на сегодняшний день документальным свидетельством об убийстве низложенного императора. До нас это письмо дошло в копии, снятой Фёдором Ростопчиным. Оригинал письма был якобы уничтожен императором Павлом I в первые дни своего царствования. Современные историко-лингвистические исследования ставят под сомнение подлинность документа. По мнению ряда экспертов, оригинала, по-видимому, никогда не существовало, а подлинным автором фальшивки стал Ростопчин.

### Теплов, Волков и Шванвич

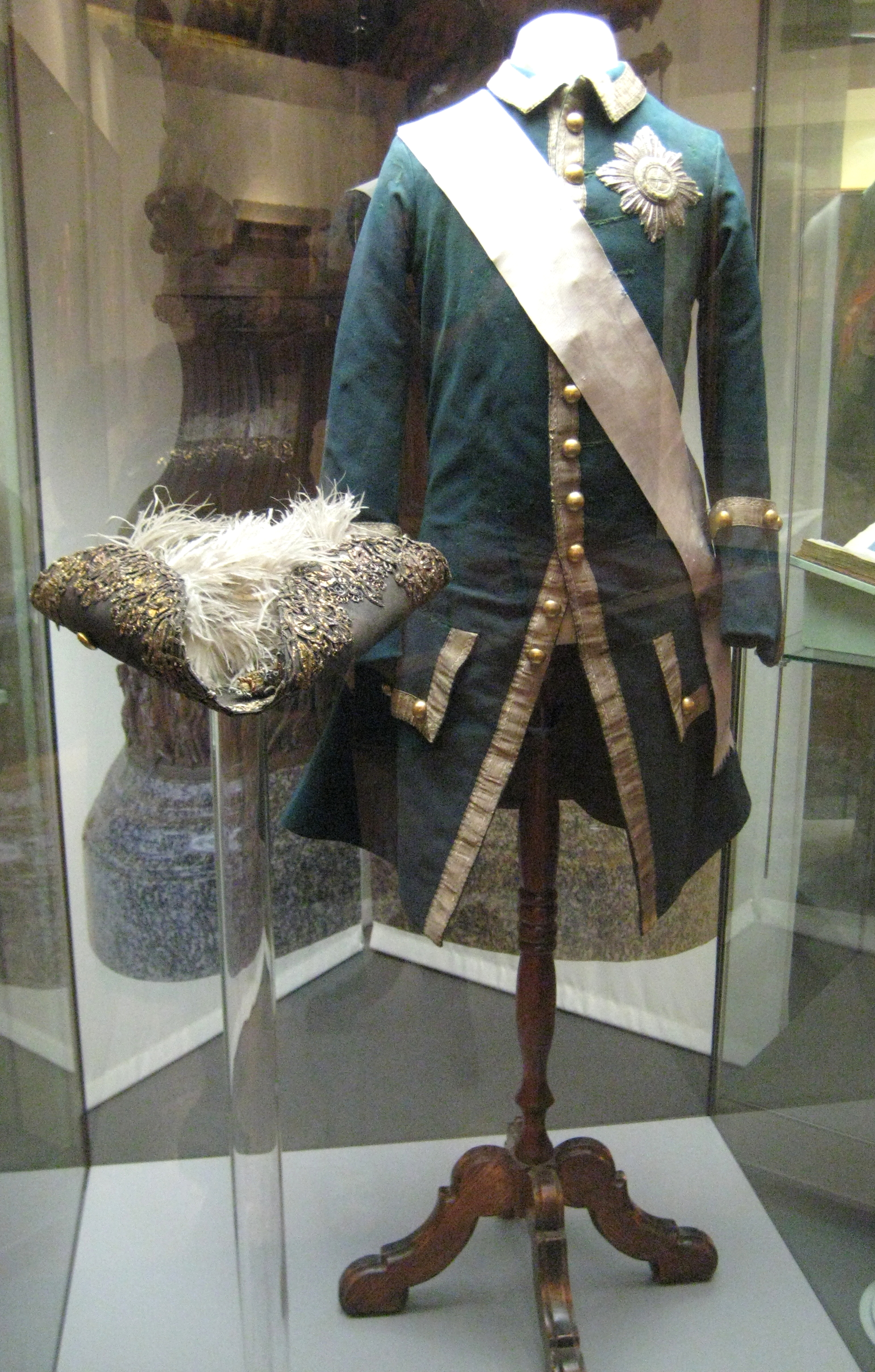
1. Шляпа императора Петра III. 1760-е. ГИМ
2. Мундир обер-офицера лейб-гвардии Семёновского полка. Россия, 1756—1762. Сукно, золотный галун, шелк. Принадлежал поручику А. Ф. Талызину. В нём Екатерина II возглавила поход гвардии на Петергоф в день переворота 28 июня 1762 года. Через плечо у неё была переброшена небесно-голубая муаровая андреевская орденская лента, которую получали все русские цари после Петра I при рождении. Эту ленту Дашкова сняла с плеча Панина, имевшего андреевскую ленту за заслуги, и прикрепила к семёновскому мундиру Екатерины.

Немецкий историк Елена Пальмер утверждала, что какими бы отчаянными ни были гвардейцы, всё же им, русским солдатам, нелегко было поднять руку на императора, которому они давали присягу. Убийство Петра противоречило офицерскому кодексу чести. Возможно, что Алексей испытывал затруднения морального характера, хотя его соратница по перевороту Дашкова и называла его впоследствии «нелюдем». Предположительно, Алексей Орлов, сам знающий гвардейский кодекс чести не понаслышке, понимал, что вряд ли найдётся доброволец среди его гвардейцев. Поэтому возникла идея привлечь к этой акции двух гражданских — Григория Теплова и Фёдора Волкова. Предположение, что именно Теплову было поручено физически уничтожить императора, высказывалось как исследователями, так и современниками событий.
Орлов пропустил убийц к царю, и в этом и состояла его вина. Андреас Шумахер сообщал: «Статский советник доктор Крузе приготовил для него отравленный напиток, но император не захотел его пить. Вряд ли я заблуждаюсь, считая этого статского советника и ещё нынешнего кабинет-секретаря императрицы Григория Теплова главными инициаторами этого убийства…» Но считал непосредственным убийцей Петра сына Мартина Шванвица — гвардейского офицера А. М. Шванвича, сын последнего впоследствии был осуждён как один из главных обвиняемых за мятеж Пугачёва, хотя служили Пугачёву очень многие дворяне, и не только личные из солдат, казаков, солдатских детей, но и потомственные, как Шванвич… Якобы А. М. Шванвич задушил бывшего императора ружейным ремнём тогда, когда яд, подсунутый Тепловым, не подействовал. Судьба Михаила Шванвича может быть связана с тем, что он что-то знал о смерти Петра III…
Основной деятельностью Г. Н. Теплова была секретарская работа при дворе, так как он блистательно владел пером и словом. Пользуясь своей близостью к правящей чете, он прославился своей безнравственностью. «Признан всеми за коварнейшего обманщика целого государства, впрочем, очень ловкий, вкрадчивый, корыстолюбивый, гибкий, из-за денег на все дела себя употреблять позволяющий» — так охарактеризовал Теплова посол Австрии в России граф Мерси д’Арженто. В 1757 году Теплов, считавший себя большим музыкантом, обратился к скрипачу и музыканту Петру с просьбой позволить ему участвовать в оперных постановках в Ораниенбауме. Пётр не позволил, так как профессиональный уровень музыкантов и актёров в Ораниенбаумском театре был чрезвычайно высок, и любителю Теплову там делать было нечего. Теплов был оскорблен и нагрубил Великому князю, за что подвергся трёхдневному аресту.
Такой же отказ по творческим соображениям получил и Фёдор Григорьевич Волков. Приехав в Москву в 1752 году со своим театром из Ярославля, он понравился императрице Елизавете и получил приглашение остаться и работать режиссёром придворной театральной труппы. Ораниенбаумская опера была в эти годы чрезвычайно популярной, а Волков был очень тщеславным. Возможно он воспринимал Великого князя как своего прямого конкурента по сцене, а может, просто хотел быть главой Ораниенбаумского театра. Пётр к своему театру не подпустил Волкова. Последний открыто порочил Петровские постановки и самого Петра. Весь двор знал о ненависти Волкова к Великому князю.
Включение актёра Волкова с самого начала в Ропшинскую гвардейскую группу можно объяснить тем, что именно ему была дана задача убить свергнутого императора.
Ситуация в Ропше постепенно накалялась. Кто-то из гвардейцев предупредил Петра, что получен приказ его отравить, и он стал выходить за водой в сад, где был ручей. 3 июля в Ропшу приехал придворный хирург Паульсен вместе с хирургическими инструментами, в том числе пилой для вскрытия трупов — Пётр не мог не заметить этого.
С этой же каретой 3 июля был отправлен из Ропши назад в Петербург лакей Петра Маслов — так избавлялись от свидетеля. Григорий Орлов прислал в Ропшу Теплова. Ему предположительно было поручено уговорить Волкова убить Петра III. Пальмер, впервые обосновавшая эту версию, пишет: «Участие в трагедии Петра актёра Волкова придает всей драме Шекспировскую глубину». «Случайность Петровой смерти является настолько удачной для заговорщиков, что трудно избавиться от впечатления: она тоже срежиссирована. Остается добавить, что непосредственно при убийстве Петра присутствовал, за одним столом с злодеем и жертвой сидел - Фёдор Волков. Уж не он ли диктовал косноязычному красавцу Орлову его виртуозное по своей изощренной лживости послание?»
По мнению современного историка М. Крючковой, «в этот день в Ропше был (якобы) убит „фальшивый“ император, двойник, которого специально притащил туда Александр Шванвич. Реальный же Пётр III со своим лакеем Алексеем Масловым в это время ехал на приморскую мызу гетмана Разумовского, где ему и предстояло провести ближайшие дни. Однако 6 июля он там умер, и весь первоначальный сценарий пошёл насмарку». Возможно, что Екатерина хотела его отправить в Голштинию, чтобы он там умер, и можно было обвинить в отравлении вернувшихся с ним разочарованных им голштинцев.

## Реакция Екатерины
Алексей Орлов лично докладывал императрице о смерти Петра. Екатерина, по свидетельству Никиты Панина, залилась слезами и молвила: «Слава моя погибла! Никогда потомство не простит мне этого невольного преступления». Екатерине II, с политической точки зрения, была невыгодна смерть Петра, так как это, по словам Екатерины Дашковой, «слишком рано для её славы».

## Похороны

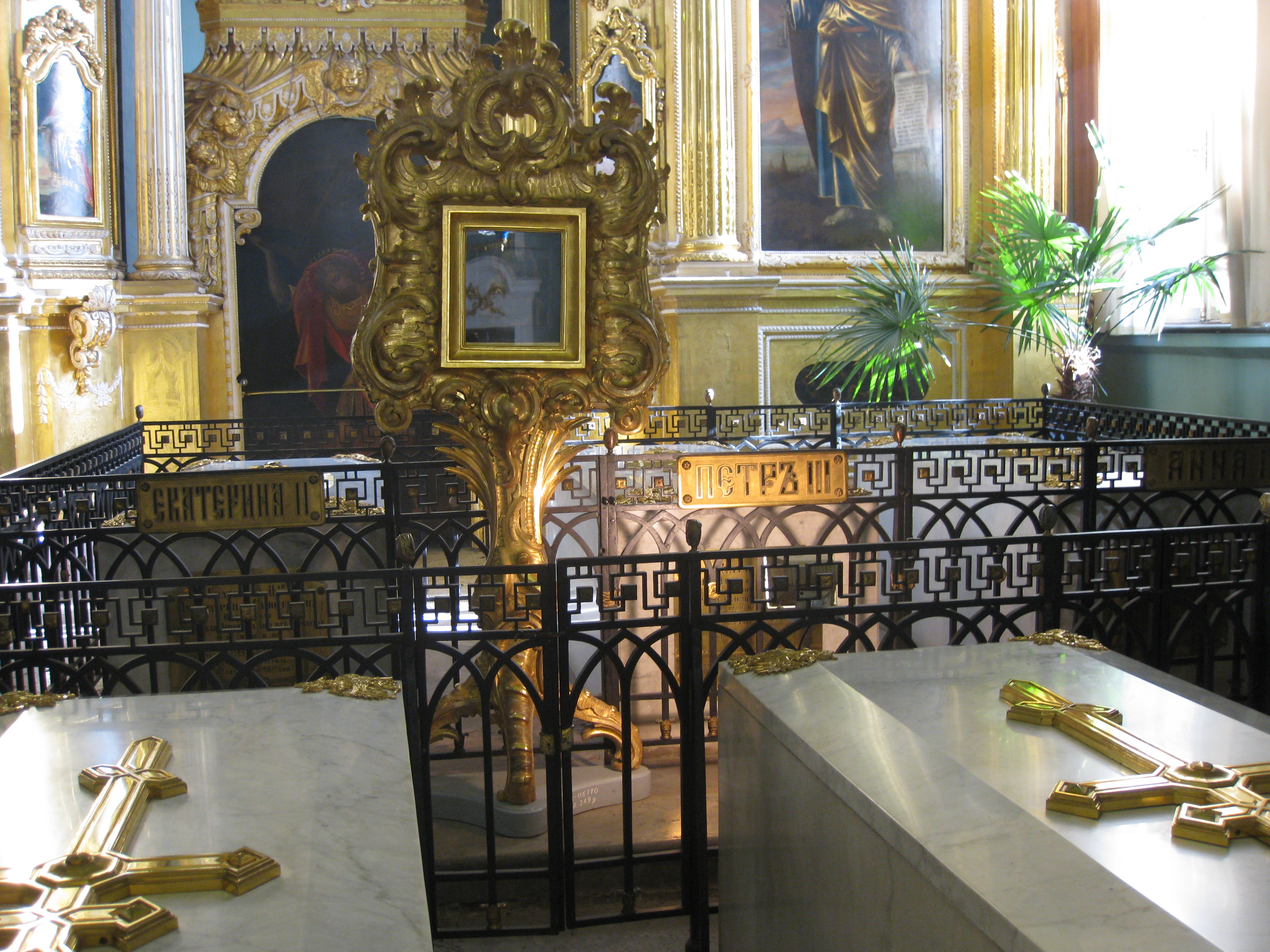
Гробницы Петра III и Екатерины II в Петропавловском соборе

Первоначально был похоронен безо всяких почестей в Александро-Невской лавре, так как в Петропавловском соборе, императорской усыпальнице, хоронили только коронованных особ. Сенат в полном составе просил императрицу не присутствовать на похоронах.
Но, по некоторым сведениям, Екатерина приехала в лавру инкогнито и отдала последний долг своему мужу. В 1796 году, сразу после кончины Екатерины, по приказу Павла I останки Пётра III были перенесены сначала в домовую церковь Зимнего дворца, а затем — в Петропавловский собор. Петра III перезахоронили одновременно с погребением Екатерины II. Император Павел при этом собственноручно произвёл обряд коронования праха своего отца.
В изголовных плитах погребённых стоит одна и та же дата погребения (18 декабря 1796), отчего может сложиться впечатление, что Пётр III и Екатерина II прожили вместе долгие годы и умерли в один день.